# ウィリアム・T・ライカー
ウィリアム・トーマス・ライカー  (William Thomas Riker) は、『スタートレック』シリーズに登場する人物の一人。テレビシリーズ2作目『新スタートレック（TNG）』のレギュラーキャラクター。ジョナサン・フレイクスが演じた。日本語の声優は大塚明夫。

## 概要
前作のテレビシリーズTOSの主人公 ジェイムズ・T・カーク船長のキャラクター性を踏襲した「直感力と行動力を持つ熱血系指揮官」といった位置づけとなっており、常に冷静沈着な指揮官であるジャン=リュック・ピカード艦長とは対照的な存在感を持つ。「William T Riker」という名前も、「James T Kirk」とその演者である「William Shatner」を合わせたものである。シリーズ開始当初と中盤以降では髭や体格が大きく異なる。序盤ではカーク船長に通ずる細マッチョなイケメンであるが、終盤では大柄でワイルドなキャラクターになっている。
また後発シリーズへのカメオ出演はスタートレック全キャラクターの中で最も多く、『ディスカバリー』と『ショートトレック』、リブート劇場版以外の全作品で見られる。

## 出身・家族
2335年8月19日に地球・アラスカで父親カイル・ライカー、母親ベティ・ライカーの一人息子として生まれる。惑星連邦の宇宙艦隊士官。父親のカイル・ライカーは宇宙艦隊士官で、母親は2歳のころに他界している。ニックネームは「ウィル」（ピカード艦長は日本語吹き替えでは「ウイル」と発音）。
過去の転送事故で分裂した、遺伝的に同一人物だが別人格のトーマス・ライカーがいる（トーマス・ライカーの項を参照）。
父のカイルは戦術士官として異動が多く、ライカーはほとんど会えずに育った。その為、母の死についてカイルに恨みを持っており（家族よりも仕事を優先したため）、エンタープライズD副長の時にカイルと再会した際、全く相手にしなかった。その後、暗棒術という奇妙な武術で対戦し、溜まっていた恨みを全て吐き出してカイルと和解する。ちなみにカイルは、若かりし頃にキャサリン・ポラスキーと恋仲であり、エンタープライズDで再会した時に医療主任となったポラスキーと昔話をする。その時にポラスキーが三回結婚して離婚した事も明らかになる。
異星人の子供が作り出した幻影の中では息子がおり、名前はジャン＝リュック。
『ネメシス/S.T.X』でカウンセラーのディアナ・トロイと結婚した。『ネメシス/S.T.X』の劇中でピカード艦長に一度だけ「ミスター・トロイ」と呼ばれている。ちょっとしたからかいと受け取れるシーンであったが、「トロイ」と言う姓がベータゼット第5王家の物であったとするならば「入り婿」で妻の姓を名乗る可能性もあると思わる。
『スタートレック:ピカード』では、引退して準現役士官となり、ディアナと娘ケストラとともに惑星ネペンテの森の中に住む。息子のサドを病気で失っている。2399年、データの娘ソージとともにネペンテを訪ねたピカードに再会する。ピカードの要請にこたえ、現役に復帰し宇宙艦隊を率いて惑星コッペリウスに向かい、人工生命撲滅を謀るロミュラン艦隊と対峙する。2401年、ビバリー・クラッシャーからの救難信号に応じたピカードを助け、かつて艦長を務めたU.S.S.タイタンで連邦宙域外に向かう。戦闘で負傷した艦長ショーから一時的に指揮権を譲り受け、窮地を脱する。指揮権を返したのち、艦隊内に浸透していた可変種からタイタンで逃亡する。デイストローム研究所にウォーフらと侵入するも捕らえられる。その後、ボーグが艦隊全体を同化した危機において、ウォーフとボーグ・キューブに侵入して、同化された艦隊員を操るビーコンの位置を特定して危機回避に貢献する。

## 軍歴とエピソード
U.S.S.ペガサスに少尉で赴任したときに、惑星連邦ではアルジェロン条約により開発が禁止されていた遮蔽装置を無断で開発していた艦長に、他のクルーが反対して艦長を解任しようとしたが失敗する。新米少尉であったライカーは艦長命令に逆らえず、後に誤った命令を受けたとして同艦長を告発して、自身も罪があったとして軍法会議に出向いている。
Qから同様の力を与えられ、一時は“Q”となり自分を見失ったがピカード艦長や同僚の説得により力を使うのをやめた。しかしながら力を回収されたという描写はなく、その後もその能力を保持しているのかは不明。
カーデシアとの戦争危機の際にジョーディ・ラ＝フォージが語ったところによるとU.S.S.エンタープライズD内ではパイロットとしても屈指の技術を有しているらしい。
U.S.S.フッド副長（中佐）時代は、艦長との関係は良好であったようで、デソト艦長も「よう、ウィル」とニックネームで呼ぶほど信頼している。
U.S.S.エンタープライズDでは、ピカードの人柄やクルーとの家族意識が芽生え、3度も艦長昇進話を辞退している。ただし、ピカードがボーグに拉致された際に、一時的にではあるが正式にエンタープライズの艦長に任命されている。
その後、U.S.S.エンタープライズEの副長を経てU.S.S.タイタン艦長（大佐）に就任する（ネメシス/S.T.X）。
2380年が舞台の『スタートレック：ローワーデッキ』シーズン1の10話にて、タイタンの艦長としてU.S.S.セリトスの救援に来た様子が描かれた。
2399年時点までに第一線を退き惑星ネペンテで妻子と共に暮らしているが、準現役士官として軍籍自体は残している（『スタートレック:ピカード』シーズン1）。
2401年には、ピカードを助け、タイタンでビバリー・クラッシャーの救出に行く。現艦長ショーの負傷の際には臨時に艦長に復帰して敵と戦った。一時はトロイとともに可変種に捕らえられるも、ウォーフによって救出される（『スタートレック:ピカード』シーズン3）。
惑星連邦によってクリンゴン船に派遣された際、自分に反抗的なクリンゴン人に格闘をしかけ勝利するなど見た目通りの屈強な人間である。

## 趣味と性格
趣味はジャズでトロンボーンを演奏する。そのほか、ポーカーやブリッジなどのトランプゲームに強く、傾向としてブラフで強気に攻める姿勢がある。芸は身を助けるの諺通り、音楽で情報を引き出したり、ゲームで養った駆け引きを活かし、交渉事に強い。交渉時には思惑を表情に出さず、文字通りのポーカーフェイスで、にこやかな笑顔とは裏腹にクールな駆け引きを演じる事が出来る。若くしてエンタープライズの副長にまで登り詰めた事を「野心家」と評する人もいる。ただし、普段はジョークと女性を愛する気さくな副長として、クルーに愛されている。
ライカーの女性好きは相当な物で、ライサ星について詳しく、何度も行っているようだ。ストイックなピカード（休暇にもジョイスのユリシーズを持って行くほどの男）に、ロマンス相手を募集していると言う意味を持つ“ホーガン”という彫人形の様な物を「ライサに行ったら是非買って下さい」と勧め、何も知らないピカードを辟易させた。ライサ星を「パラダイス」と言っており、これにはトロイも呆れている。
だが、士官としての実力は当然高く、スキャンされない惑星の極で待ち伏せする戦術を考えたり、勝ち目の無さそうなポンコツ艦（U.S.S.ハサウェイ）を指揮して、ピカード指揮（ザクドーン人のミスター・コルラミの戦術を採用）のエンタープライズに一矢報いた（演習時）。
のびのびとした環境が好きなようで、頭の固い管理タイプのエドワード・ジェリコ艦長が一時的にエンタープライズの指揮を執った時には、あからさまにイヤそうな表情や行動をし、副長を解任された事もある。また、尊大な相手にはそれ相応の態度で臨む傾向があり、トロイやデータの補佐を受けている。
『新スタートレック』のシーズン2から髭を蓄えるようになった。
はっきりした時期は不明だが破天荒な性格のベケット・マリナー少尉に「ロミュラン・エールでベロベロに」なっているのを知られたらしく、階級・年齢ともかなりの差があるにもかかわらず「ウィル」と呼ばれている(しかも吹き替えではタメ口で話していた)ほか禁制品を彼女に流すなどしていた(このことはトロイも知らなかったらしく、マリナーがその話をし始めた直後に慌てて通信を切るもその場で問い詰められていた)。

## 艦隊略歴
- 2353年：宇宙艦隊アカデミー（Starfleet Academy）入学
- 2357年：宇宙艦隊アカデミー卒業
- 2357年：操舵士官としてU.S.S.ペガサスに勤務（少尉）
- 235?年：ベータゼットに駐留（中尉）
- 23??年：U.S.S.ポチョムキンに勤務（大尉、後に少佐）
- 2361年：副長としてU.S.S.フッドに勤務（中佐）
- 2364年：副長としてU.S.S.エンタープライズDに勤務（中佐）
- 2365年：艦長としてU.S.S.ハサウェイに配属（訓練のための一時的措置）
- 2366年：U.S.S.エンタープライズDにおいて副長から艦長に昇進（艦長であったジャン＝リュック・ピカードがボーグに拉致されたため）（大佐）
- 2367年：U.S.S.エンタープライズDにおいて艦長から副長に降格（ジャン＝リュック・ピカードの奪還に成功したため）（中佐）
- 2372年：副長としてU.S.S.エンタープライズEに勤務（ベリディアン三号星にて大破したU.S.S.エンタープライズDの後継艦）（中佐）
- 2379年：艦長としてU.S.S.タイタンに勤務（大佐）
- 23??年：準現役士官となって事実上引退（大佐）
- 2399年：ピカード元大将の要請に応じ、一時復帰してU.S.S.ジェンヘイに座乗し、艦隊を率いて惑星コッペリウスに急行する（大佐）
- 2401年：ピカードの求めでビバリー・クラッシャーを救助するため、U.S.S.タイタンに視察と称して乗り込み、セブン・オブ・ナインの協力で現艦長ショーを騙して連邦領域外に飛ぶ。敵との戦闘でショーが負傷した際には艦の指揮を執る。

## トーマス・ライカー
U.S.S.ポチョムキン乗務当時のライカー大尉から転送事故によって分裂した、遺伝的に同一で思考パターンも同じ“もうひとりのライカー”。
8年後、ライカーが副長を務めるエンタープライズに救出され艦隊に復帰。同じ名前を嫌ってミドルネームを使い“トーマス・ライカー”としてU.S.S.ガンジーへ転属となる（TNG第150話「もう一人のウィリアム・ライカー」）。
DS9では反カーデシアのレジスタンス組織マキのメンバーとして登場、ウィル・ライカー本人になりすましキラを人質にU.S.S.ディファイアント乗っ取り事件を起こすが、シスコとキラに説得され投降（DS9第55話「奪われたディファイアント」）。その後は消息不明であるが、劇中のセリフからカーデシアで終身刑になったと推測される。
8年間外界と孤立していたため、ウィリアム・ライカーよりも精神的に未成熟で血気盛ん。
マキに参加していた女性闘士との間に、ジョシュアという一人息子をもうけている（「Star Trek Online」）。